# Campodorus labytnangi
Campodorus labytnangi là một loài tò vò trong họ Ichneumonidae.